# Bocco I
Bocco (latino Bocchus, greco: Βοκχος,  Bokkhos; fl. II secolo a.C.) fu re di Mauretania intorno al 110 a.C. ed è conosciuto tra gli storici come  Bocco I.
Fu anche suocero di Giugurta, insieme al quale condusse una guerra contro Roma. Consegnò Giugurta ai Romani nel 106 a.C.

## Storia
Nel 108 a.C. fu incerto se schierarsi con Giugurta o con i Romani, e si alleò con Giugurta solo quando questi gli promise la terza parte del suo regno. I due re vennero sconfitti due volte. Bocco riprese allora le trattative con i Romani, e dopo un incontro con Silla, che all'epoca era questore di Mario, mandò a Roma degli ambasciatori. A Roma la prospettiva di un'alleanza venne vista di buon occhio, ma a condizione che Bocco mostrasse di meritarla. Dopo ulteriori negoziati con Silla, Bocco si decise, alla fine, ad inviare a Giugurta un messaggio in cui gli chiedeva la sua presenza. Giugurta cadde nel tranello e venne consegnato a Silla. Bocco concluse un trattato con Roma, e annesse ai propri domini una parte della Numidia. Per rendersi ancor più amici i Romani, ed in particolare Silla, inviò in Campidoglio un gruppo di Vittorie che recavano trofei, tra cui un'immagine d'oro che raffigurava Bocco nell'atto di consegnare Giugurta a Silla.
Bocco I fu probabilmente il nonno di Bocco II (che era figlio di un Soso o Mastanesosus di cui poco si sa ma che probabilmente era figlio di Bocco I). Alla morte di Bocco II, senza eredi (33 a.C.), il regno passò ad Augusto e divenne una provincia romana.